# Demange-aux-Eaux
Demange-aux-Eaux község Franciaországban, Meuse megyében. Lakosainak száma 523 fő (2013). Demange-aux-Eaux Baudignécourt, Bovée-sur-Barboure, Delouze-Rosières, Mauvages, Reffroy és Saint-Joire községekkel határos.
2019. január 1-jén Baudignécourt korábbi községgel egyesült és az így létrejött Demange-Baudignécourt új község része lett.

## Népesség
A település népességének változása:

| 2013 | 523 |
| 2015 | 508 |